# Drei-Religionen-Kita
Die Drei-Religionen-Kita ist eine Kita mit dem Schwerpunkt interreligiöser Dialog in Berlin, die von den Religionsgemeinschaften Judentum, Christentum und Islam errichtet und von diesen paritätisch betrieben werden soll. Infolge der Sparmaßnahmen des Senats wurden alle im Jahr 2015 begonnenen Aktivitäten im Frühjahr 2025 auf Eis gelegt.

## Geschichte
Die in der deutschen Hauptstadt vorhandenen christlichen, jüdischen und muslimischen Religionsgemeinschaften, vertreten durch den Evangelischen Kirchenkreisverband für Kindertageseinrichtungen Berlin-Mitte Nord, den Verein Zur Förderung der jüdischen Bildung und des jüdischen Lebens Masorti sowie aus dem Deutschen Muslimischen Zentrum Berlin hatten zu Beginn der 2010er Jahre beschlossen, gemeinsam eine Kindertagesstätte zu errichten, und zu diesem Zweck im Mai 2015 einen Förderverein gegründet. Nach langwieriger Standortsuche fand sich eine Baufläche im Ortsteil Friedrichshain in der Marchlewskistraße. Hier sollte ein vierstöckiger Neubau nach Plänen des Architekturbüros Stark und Silb mit Platz für insgesamt 135 Kinder entstehen. Gegen den Bau hatte sich die Bürgerinitiative 10243 gewendet, insbesondere weil sie die Fällung einiger Bäume verhindern wollte. Das Projekt erhielt im Juni 2024 den Förderpreis der Deutschen Nationalstiftung.
Eine ursprüngliche Zusage des Senats über die Bereitstellung von 5,4 Millionen Euro wurde im Dezember 2024 zurückgezogen, es hätte „auch gar keinen Bedarf an neuen Kitaplätzen im Bezirk“ gegeben, hieß es von der Senatorin dazu. Bis zu diesem Zeitpunkt sind aber bereits Investitionskosten von rund einer Million Euro entstanden, deren Begleichung nun unklar ist. Der Bau wurde im März 2025 mit Gesamtkosten von elf Millionen Euro beziffert, die neben dem Senatszuschuss aus der Lotterie Aktion Mensch, Eigenmitteln des Trägers und Spenden aufgebracht werden sollten.
Die beteiligten Vertreter der drei Religionsgemeinschaften, Pfarrerin Silke Radosh-Hinder, Iman Andrea Reimann und Rabbinerin Gesa Shira Ederberg, begingen den vorläufigen Abbruch des Bauprojekts mit einer symbolischen Feier im Gemeindesaal der Sankt-Markus-Gemeinde in Friedrichshain. Zudem zelebrierten sie eine Art Grundsteinlegung mit dem Versenken einer Metallkapsel, gefüllt mit den Bauplänen und Broschüren der Drei-Regionen-Kita am geplanten Standort. Und sie ließen Helium-Ballons aufsteigen, an denen kleine Zettel oder Karten befestigt waren, die unter dem Aspekt Die Vision lebt beschriftet waren. Die Aktivisten des Projekts gaben an, weiter für einen Neustart zu kämpfen.